# モーリー・ウィルス
モーリス・モーニング・ウィルス（Maurice Morning Wills, 1932年10月2日 - 2022年9月19日）は、アメリカ合衆国ワシントンD.C.出身のプロ野球選手（遊撃手、三塁手）。右投両打。
1960年代、3度のリーグ優勝、2度のワールドシリーズ優勝を成し遂げたロサンゼルス・ドジャースで、チームの攻守の要として活躍した。

## 経歴
高校卒業後、1951年に当時ニューヨークのブルックリンに本拠地を置いていたドジャースに入団したが、当時のドジャースには後にアメリカ野球殿堂入りを果たす名遊撃手ピー・ウィー・リース（1958年引退）がいたこともあり、なかなかMLB昇格のチャンスもなかった。
1956年オフにシンシナティ・レッズ傘下マイナー球団に移籍し、さらにデトロイト・タイガースの傘下マイナー球団にも移籍したが、そこでもMLB昇格はできなかった。
1959年開幕前にロサンゼルスに移転していたドジャースに復帰した。同年6月6日に26歳8ヵ月でMLBデビューを果たした。同年のシカゴ・ホワイトソックスとのワールドシリーズにも全6試合に出場し、MLB1年目からワールドシリーズ優勝を経験した。
1960年にはレギュラーに定着。この年50盗塁を記録してナショナルリーグ盗塁王に輝くと、1965年まで6年連続で盗塁王に輝く。
ナショナルリーグの選手でシーズン50盗塁を記録したのは1923年のマックス・キャリー（51盗塁）以来37シーズンぶりであった。
特筆すべきは1962年で、この年にはMLB歴代最多の165試合（後述）に出場し、MLB史上初の100盗塁となるシーズン104盗塁を記録した。盗塁失敗はわずか13回（ただしこれでもナ・リーグ最多）で、盗塁成功率は89％に及んだ。三塁打10もナ・リーグ最多で、打率も.299を記録し、この年のナ・リーグ最優秀選手に選出された。引退後1974年にルー・ブロックに更新されるまでMLB記録であった。現在でもスイッチヒッターの最多記録である。また、この1962年にはMLBオールスターゲームのMVPにも輝いた。俊足を生かして守備にも優れ、1961年と1962年にはゴールドグラブ賞を受賞。オールスターゲームには通算5回選出された。
1966年には39盗塁に終わり、連続盗塁王は6年でストップ。そして盗塁失敗は24に及び、この年限りでピッツバーグ・パイレーツに移籍した。パイレーツ移籍後も1967年は打率.302、29盗塁、1968年は52盗塁と活躍したが、1969年には拡張ドラフト新球団モントリオール・エクスポズに移籍。同年シーズン途中にドジャースに移籍し、1972年に40歳で引退するまで在籍した。
現役引退時のオフには日本の南海ホークスの選手兼任監督だった野村克也とヘッドコーチのドン・ブレイザーが、選手兼任コーチとして獲得を目指し、本人も入団に傾いていたが、当時球団社長だった新山滋が年齢面で選手兼任に難色を示し、コーチ専任での入団を主張したことから実現しなかった。
1980年にシアトル・マリナーズで監督を務めたが、成績が振るわず、翌年のシーズン途中で解任された。その後、阪急ブレーブスでキャンプでの臨時コーチに招かれたことがあった（1978年から）（実は、阪急で正式にコーチになる予定もあったが実現しなかった。）。

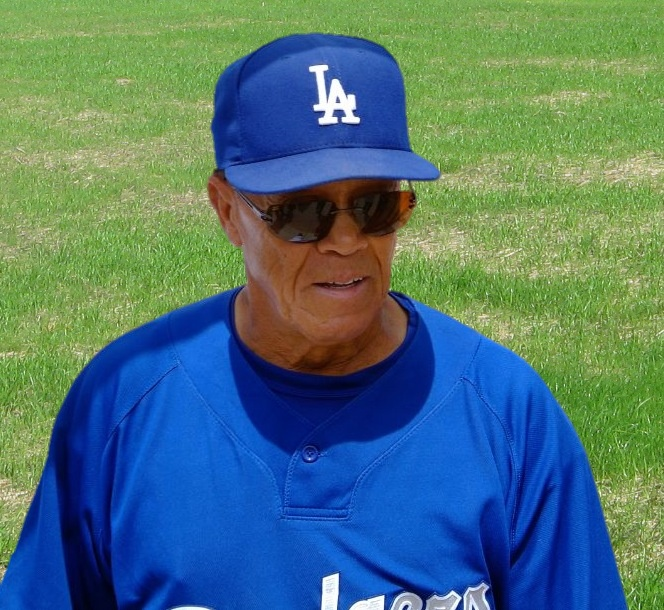
2009年のウィルス

2022年9月19日、アリゾナ州セドナの自宅で死去したことがドジャースから公表された。

## シーズン165試合出場
1961年、1962年の球団数拡張以降、MLBの年間試合数は、引き分け再試合があった場合を除き、162試合と定められた。また1969年に地区制が導入される以前は、公式戦で2チームが同率1位の場合、ナショナルリーグは最大3試合（2戦先勝制）、アメリカンリーグは1試合の優勝決定戦を設ける規定となっており、この優勝決定戦の記録は、そのシーズンの個人成績にも反映された。1962年、ナショナルリーグのサンフランシスコ・ジャイアンツとドジャースは162試合終了時点で、同率1位となっており、3試合の優勝決定戦が開催されることとなった。両チームの中で、優勝決定戦の3試合を含め、唯一全試合出場を果たしたのがウィルスであった。結局、ジャイアンツとの優勝決定戦には破れたものの、この年、ウィルスはタイ・カッブのもつシーズン96盗塁を更新し、104盗塁を記録。史上初めて3桁の盗塁を達成し、同年のリーグMVPに選ばれた。

## 選手としての特徴
盗塁のスタートの仕方はクロス・オーバー・ステップという技術であったことが知られている。

## 人物
息子のバンプ・ウィルスもテキサス・レンジャーズなどで6年間に渡りメジャーで活躍、通算196盗塁を記録。1983年・1984年には父が臨時コーチを務めた縁で、日本の阪急ブレーブスでプレイしている。

## 詳細情報

### 年度別打撃成績
| 年 度     | 球 団     | 試 合 | 打 席 | 打 数 | 得 点 | 安 打 | 二 塁 打 | 三 塁 打 | 本 塁 打 | 塁 打 | 打 点 | 盗 塁 | 盗 塁 死 | 犠 打 | 犠 飛 | 四 球 | 敬 遠 | 死 球 | 三 振 | 併 殺 打 | 打 率 | 出 塁 率 | 長 打 率 | O P S |
| --------- | --------- | ----- | ----- | ----- | ----- | ----- | -------- | -------- | -------- | ----- | ----- | ----- | -------- | ----- | ----- | ----- | ----- | ----- | ----- | -------- | ----- | -------- | -------- | ----- |
| 1959      | LAD       | 83    | 258   | 242   | 27    | 63    | 5        | 2        | 0        | 72    | 7     | 7     | 3        | 3     | 0     | 13    | 5     | 0     | 27    | 3        | .260  | .298     | .298     | .596  |
| 1960      | LAD       | 148   | 559   | 516   | 75    | 152   | 15       | 2        | 0        | 171   | 27    | 50    | 12       | 3     | 2     | 35    | 8     | 3     | 47    | 11       | .295  | .342     | .331     | .673  |
| 1961      | LAD       | 148   | 687   | 613   | 105   | 173   | 12       | 10       | 1        | 208   | 31    | 35    | 15       | 13    | 1     | 59    | 2     | 1     | 50    | 6        | .282  | .346     | .339     | .685  |
| 1962      | LAD       | 165   | 759   | 695   | 130   | 208   | 13       | 10       | 6        | 259   | 48    | 104   | 13       | 7     | 4     | 51    | 1     | 2     | 57    | 7        | .299  | .347     | .373     | .720  |
| 1963      | LAD       | 134   | 580   | 527   | 83    | 159   | 19       | 3        | 0        | 184   | 34    | 40    | 19       | 5     | 3     | 44    | 0     | 1     | 48    | 3        | .302  | .355     | .349     | .704  |
| 1964      | LAD       | 158   | 685   | 630   | 81    | 173   | 15       | 5        | 2        | 204   | 34    | 53    | 17       | 11    | 3     | 41    | 0     | 0     | 73    | 6        | .275  | .318     | .324     | .641  |
| 1965      | LAD       | 158   | 711   | 650   | 92    | 186   | 14       | 7        | 0        | 214   | 33    | 94    | 31       | 14    | 2     | 40    | 2     | 4     | 64    | 6        | .286  | .330     | .329     | .660  |
| 1966      | LAD       | 143   | 643   | 594   | 60    | 162   | 14       | 2        | 1        | 183   | 39    | 38    | 24       | 13    | 0     | 34    | 0     | 2     | 60    | 6        | .273  | .314     | .308     | .622  |
| 1967      | PIT       | 149   | 665   | 616   | 92    | 186   | 12       | 9        | 3        | 225   | 45    | 29    | 10       | 12    | 4     | 31    | 1     | 1     | 44    | 6        | .302  | .334     | .365     | .700  |
| 1968      | PIT       | 153   | 685   | 627   | 76    | 174   | 12       | 6        | 0        | 198   | 31    | 52    | 21       | 11    | 1     | 45    | 1     | 1     | 57    | 10       | .278  | .326     | .316     | .642  |
| 1969      | MON       | 47    | 211   | 189   | 23    | 42    | 3        | 0        | 0        | 45    | 8     | 15    | 6        | 1     | 1     | 20    | 0     | 0     | 21    | 3        | .222  | .295     | .238     | .533  |
| 1969      | LAD       | 104   | 479   | 434   | 57    | 129   | 7        | 8        | 4        | 164   | 39    | 25    | 15       | 4     | 1     | 39    | 2     | 1     | 40    | 4        | .297  | .356     | .378     | .734  |
| '69計     | LAD       | 151   | 690   | 623   | 80    | 171   | 10       | 8        | 4        | 209   | 47    | 40    | 21       | 5     | 2     | 59    | 2     | 1     | 61    | 7        | .274  | .337     | .335     | .673  |
| 1970      | LAD       | 132   | 578   | 522   | 77    | 141   | 19       | 3        | 0        | 166   | 34    | 28    | 13       | 5     | 1     | 50    | 2     | 0     | 34    | 10       | .270  | .333     | .318     | .651  |
| 1971      | LAD       | 149   | 654   | 601   | 73    | 169   | 14       | 3        | 3        | 198   | 44    | 15    | 8        | 7     | 6     | 40    | 2     | 0     | 44    | 8        | .281  | .323     | .329     | .652  |
| 1972      | LAD       | 71    | 152   | 132   | 16    | 17    | 3        | 1        | 0        | 22    | 4     | 1     | 1        | 10    | 0     | 10    | 0     | 0     | 18    | 3        | .129  | .190     | .167     | .357  |
| MLB：14年 | MLB：14年 | 1942  | 8306  | 7588  | 1067  | 2134  | 177      | 71       | 20       | 2513  | 458   | 586   | 208      | 119   | 29    | 552   | 26    | 16    | 684   | 92       | .281  | .330     | .331     | .661  |

- 各年度の太字はリーグ最高、赤太字はMLB歴代最高。

### 年度別守備成績
| 年 度 | 球 団 | 遊撃（SS） | 遊撃（SS） | 遊撃（SS） | 遊撃（SS） | 遊撃（SS） | 遊撃（SS） | 三塁（3B） | 三塁（3B） | 三塁（3B） | 三塁（3B） | 三塁（3B） | 三塁（3B） | 二塁（2B） | 二塁（2B） | 二塁（2B） | 二塁（2B） | 二塁（2B） | 二塁（2B） |
| 年 度 | 球 団 | 試 合      | 刺 殺      | 補 殺      | 失 策      | 併 殺      | 守 備 率   | 試 合      | 刺 殺      | 補 殺      | 失 策      | 併 殺      | 守 備 率   | 試 合      | 刺 殺      | 補 殺      | 失 策      | 併 殺      | 守 備 率   |
| ----- | ----- | ---------- | ---------- | ---------- | ---------- | ---------- | ---------- | ---------- | ---------- | ---------- | ---------- | ---------- | ---------- | ---------- | ---------- | ---------- | ---------- | ---------- | ---------- |

- 各年度の太字はリーグ最高
- 各年度の太字年はゴールドグラブ賞受賞

### タイトル
- 盗塁王：6回（1960年 - 1965年）

### 表彰
- シーズンMVP：1回（1962年）
- ゴールドグラブ賞（遊撃手部門）：2回（1961年、1962年）
- MLBオールスターゲームMVP：1回（1962年）
- スポーティング・ニューズ・メジャーリーグ・プレイヤー・オブ・ザ・イヤー：1回（1962年）

### 記録
- MLBオールスターゲーム選出：5回（1961年 - 1963年、1965年、1966年）
- シーズン最多出場試合：165（1962年）

### 背番号
- 30（1959年 - 1972年）